# Badia d'Avatxa

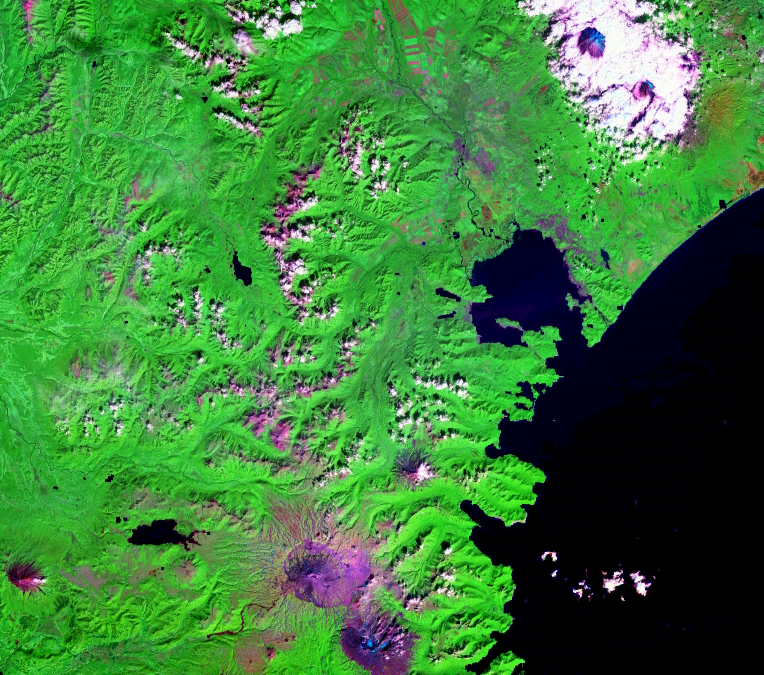
La badia d'Avatxa i els volcans que l'envolten

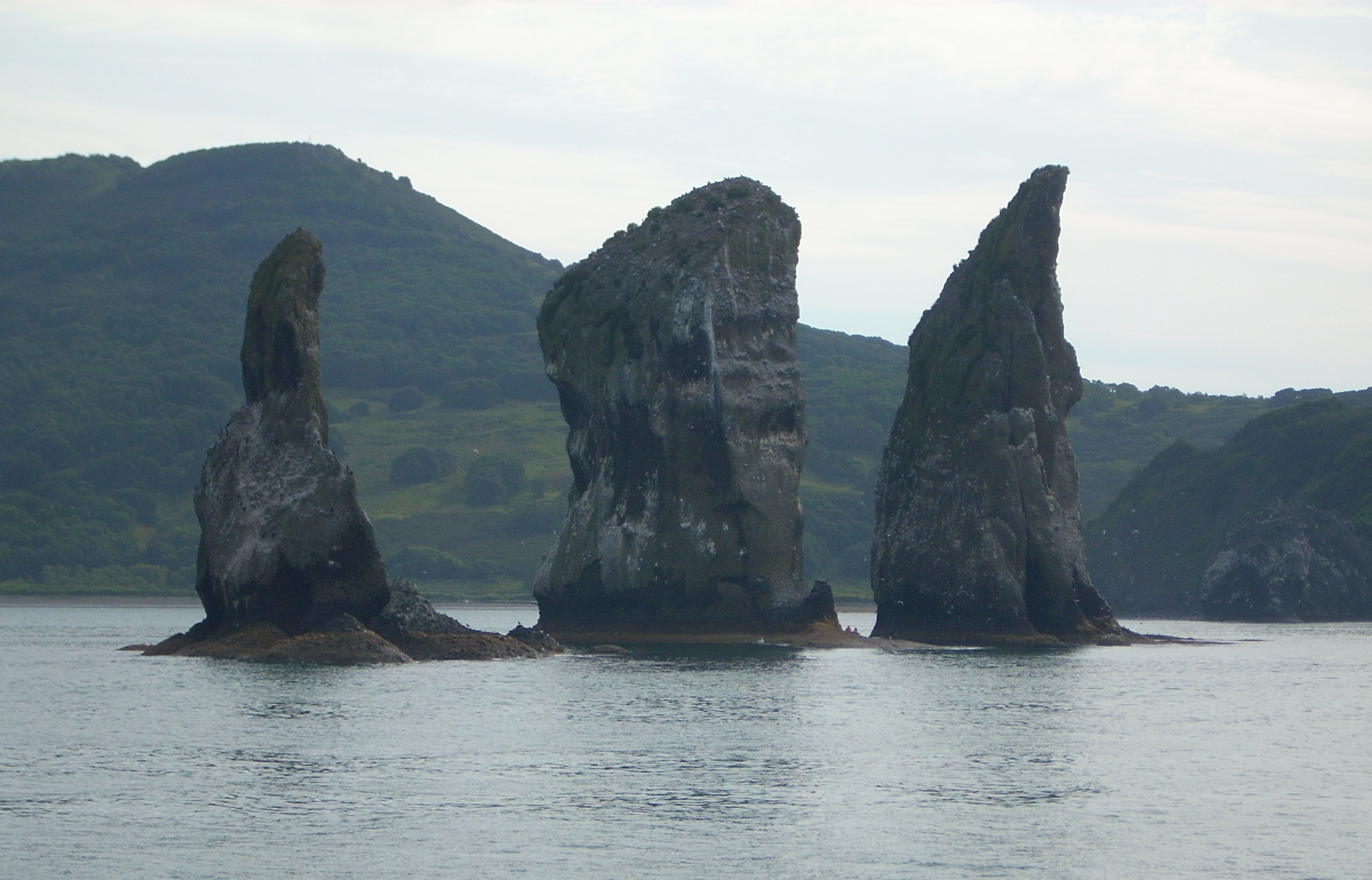
Roques conegudes com els Tres Germans, a l'entrada de la badia d'Avatxa

La badia d'Avatxa  (en rus Авачинская бухта, Avàtxinskaia bukhta) és una badia del Pacífic situada a la costa sud-oriental de la península de Kamtxatka, a Rússia. La badia deu el seu nom al volcà Avatxa, o Avàtxinski. Té una llargària de 24 quilòmetres de longitud i una amplària, a l'embocadura, de 3 quilòmetres. La profunditat màxima és de 26 metres.
Hi desguassa el riu Avatxa. Al litoral de la badia es troben el port de Petropàvlovsk-Kamtxatski i la ciutat tancada de Viliútxinsk.
Va ser descoberta per Vitus Bering el 1729. Va ser estudiada i cartografiada pel capità Mikhail Tebenkov de la Marina Imperial Russa durant la dècada de 1830.
Entre setembre i octubre de 2020 fou escenari de la mort massiva d'organismes marins bentònics.